# Reial Club Deportiu Espanyol de Barcelona 2019-2020
Questa voce raccoglie le informazioni riguardanti il Reial Club Deportiu Espanyol de Barcelona nelle competizioni ufficiali della stagione 2019-2020.

## Maglie e sponsor
| Casa | Trasferta | Terza divisa |

Sponsor ufficiale: Riviera Maya
Fornitore tecnico: Kelme

## Organico

### Rosa
Rosa e numerazione sono aggiornate all'8 febbraio 2020.
| N. |                      | Ruolo | Calciatore            |
| -- | -------------------- | ----- | --------------------- |
| 1  | Spagna (bandiera)    | P     | Andrés Prieto         |
| 2  | Spagna (bandiera)    | D     | Pipa                  |
| 3  | Spagna (bandiera)    | D     | Adrià Pedrosa         |
| 4  | Spagna (bandiera)    | C     | Víctor Sánchez        |
| 5  | Brasile (bandiera)   | D     | Naldo                 |
| 7  | Cina (bandiera)      | A     | Wu Lei                |
| 8  | Spagna (bandiera)    | C     | Ander Iturraspe       |
| 9  | Argentina (bandiera) | A     | Facundo Ferreyra      |
| 10 | Spagna (bandiera)    | C     | Sergi Darder          |
| 11 | Spagna (bandiera)    | A     | Raúl de Tomás         |
| 12 | Argentina (bandiera) | A     | Jonathan Calleri      |
| 13 | Spagna (bandiera)    | P     | Diego López           |
| 14 | Spagna (bandiera)    | C     | Óscar Melendo         |
| 15 | Spagna (bandiera)    | C     | David López           |
| 16 | Spagna (bandiera)    | C     | Javi López (capitano) |
| 17 | Spagna (bandiera)    | D     | Dídac Vilà            |

| N. |                      | Ruolo | Calciatore        |
| -- | -------------------- | ----- | ----------------- |
| 18 | Uruguay (bandiera)   | D     | Leandro Cabrera   |
| 20 | Spagna (bandiera)    | D     | Bernardo Espinosa |
| 21 | Spagna (bandiera)    | C     | Marc Roca         |
| 22 | Argentina (bandiera) | C     | Matías Vargas     |
| 23 | Spagna (bandiera)    | A     | Adrián Embarba    |
| 24 | Spagna (bandiera)    | D     | Fernando Calero   |
| 25 | Spagna (bandiera)    | P     | Oier Olazábal     |
| 26 | Spagna (bandiera)    | C     | Pol Lozano        |
| 27 | Spagna (bandiera)    | P     | Adrián López      |
| 29 | Marocco (bandiera)   | A     | Mohamed Ezzarfani |
| 31 | Spagna (bandiera)    | A     | Víctor Campuzano  |
| 33 | Spagna (bandiera)    | C     | Nico              |
| 34 | Spagna (bandiera)    | D     | Víctor Gómez      |
| 36 | Camerun (bandiera)   | C     | Kévin Soni        |
| 37 | Spagna (bandiera)    | D     | Ricard Pujol      |
|    | Francia (bandiera)   | D     | Sébastien Corchia |